# Lycorea brunnescens
Lycorea brunnescens är en fjärilsart som beskrevs av Günter Theodor Tessmann 1928. Lycorea brunnescens ingår i släktet Lycorea och familjen praktfjärilar. Inga underarter finns listade i Catalogue of Life.